# Zaman Mirza Schah Durrani

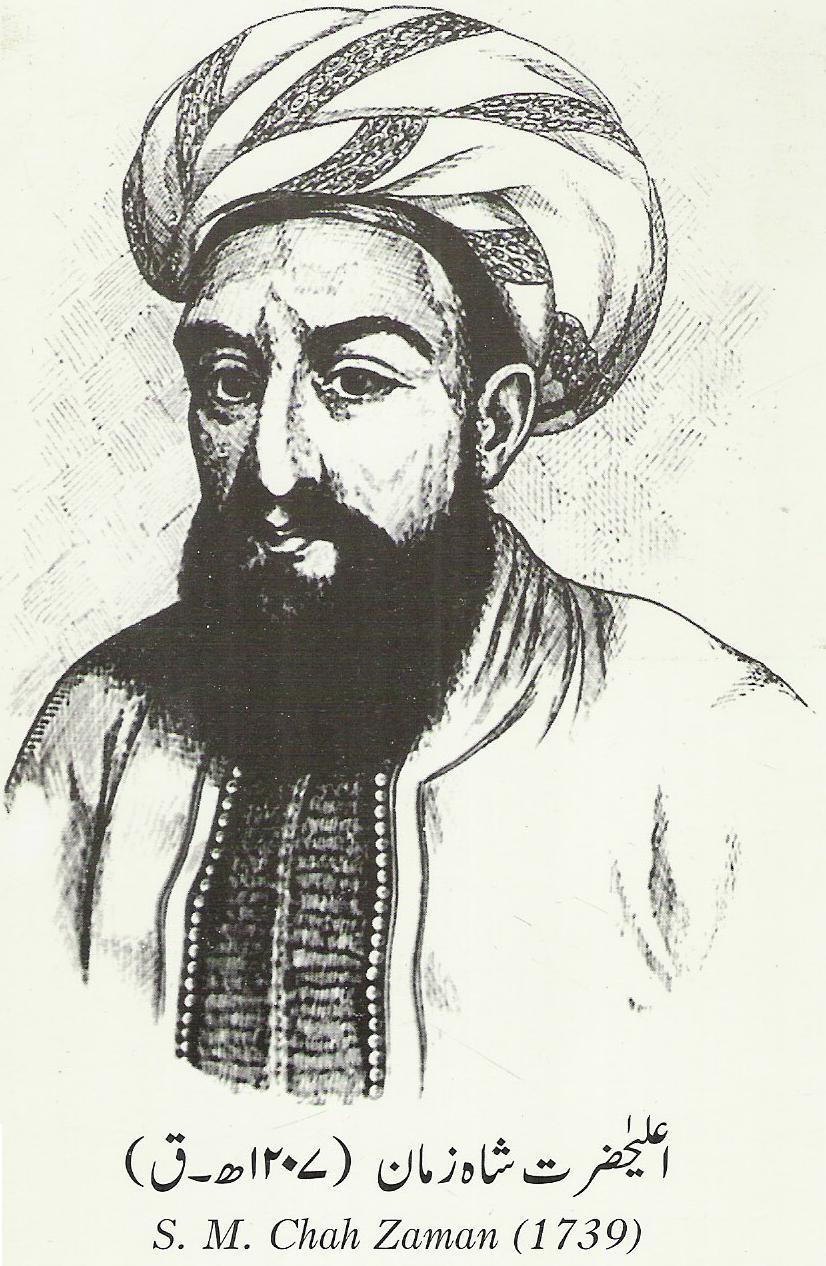
Zaman Schah

Zaman Schah (* 1770; † 1844) war von 1793 bis 1800 der dritte Herrscher (Emir) des Durrani-Reiches auf dem Gebiet des heutigen Afghanistans.

## Leben
Zaman Schah Durrani war der Enkel von Ahmad Schah Durrani und der fünfte von dreiundzwanzig Söhnen von Timur Schah Durrani. Er wurde nach dem Tod seines Vaters im Jahr 1793 Herrscher des Durrani-Reiches. Er bezwang seine Brüder als Mitbewerber um die Herrschaft mit Hilfe des Führers der Barakzai Sardar Payenda Khan. Von seinem letzten Herausforderer Mahmud erzwang er einen Treueeid, dem er dafür die Herrschaft über Herat überließ. Sein Machtbereich umfasste damit das Gebiet zwischen Kabul und Herat, die Trennung der Herrschaft zwischen Kabul als Machtzentrum und dem faktisch unabhängigen Herat blieb aber über ein Jahrhundert erhalten, die Herrschaft über Kandahar blieb immer umstritten.
Wie sein Vater versuchte auch Zaman Schah, die Herrschaft über Indien zu erringen, was ihm aber nicht gelang und zu einem Konflikt mit den Briten führte. Die Briten veranlassten Fath Ali Schah, den Schah von Persien, zu einem Überfall auf das Durrani-Reich, was Zaman Schahs weitere Angriffsabsichten auf Indien zugunsten der notwendigen Verteidigung seines eigenen Territoriums unterband.
In seinem eigenen Land entwickelten sich die Verhältnisse zunächst gut für den Durrani-Herrscher. Anfangs zwang er Mahmud von Herat in persisches Exil, dieser verbündete sich jedoch mit Fateh Khan und eroberte mit dessen finanzieller und personeller Unterstützung sowie der Unterstützung durch Fath Khan Barakzay, den ältesten Sohn von Sardar Payenda Khan, im Jahr 1800 Kandahar und rückte auf Kabul vor. Zaman Schah kehrte schnellstens von seinem Feldzug in Indien zurück, dort hatte er den Sikh Ranjit Singh zum Gouverneur von Lahore eingesetzt. Er wurde unterwegs gefangen genommen, an Mahmud übergeben, geblendet und ab 1800 in Bala Hissar in Kabul gefangen gehalten. Über seine letzten Lebensjahre ist wenig bekannt, er verbrachte offenbar den Rest seines Lebens, fast 40 Jahre, im Gefängnis, ein Zeitraum, in dem es auf dem Gebiet von Afghanistan zu einigen politischen Umwälzungen kam. 